# Nagroda im. Barbary Dex
Nagroda im. Barbary Dex – internetowy plebiscyt przeprowadzany od 1997 do 2021, w którym nieoficjalnie przyznawany jest tytuł najgorzej ubranego uczestnika Konkursu Piosenki Eurowizji. Pomysłodawcami konkursu są Edwin van Thillo i Rob Paardekam. 

## Historia
Nieoficjalny tytuł najgorzej ubranego uczestnika Konkursu Piosenki Eurowizji przyznany został po raz pierwszy w 1997, a pomysłodawcami plebiscytu zostali Edwin van Thillo i Rob Paardekam, założyciele strony House of Eurovision (EurovisionHouse.nl). Nagroda zawdzięcza nazwę Barbarze Dex, reprezentantce Belgii, która wystąpiła w 38. Konkursie Piosenki Eurowizji we własnoręcznie uszytej sukni, określanej wśród fanów konkursu mianem „okropnej”. Wokalistka przyznała w wywiadzie dla portalu ESC Today, że nie żałuje swojego występu, ma dystans do tej nagrody, a dzięki plebiscytowi jest znana przez każdego wielbiciela konkursu.
Po finale konkursu w 1997 i 1998 laureata plebiscytu wybierali założyciele strony EurovisionHouse oraz pomysłodawcy tytułu. Od 1999 tytuł najgorzej ubranego artysty przyznawali fani konkursu w głosowaniu internetowym. W latach 1999–2016 plebiscyt organizowany był na stronie eurovisionjouse.nl, a w latach 2017–2021 był przygotowywany na stronie BarbaraDexAward.com.

### Lata 90.
Pierwszą w historii Nagrodę im. Barbary Dex otrzymała Debbie Scerri z Malty, która podczas swojej prezentacji w finale 42. Konkursu Piosenki Eurowizji miała na sobie zielono-fioletową suknię w paski, określoną jako „jedna z najohydniejszych sukienek, jaką widzowie Eurowizji kiedykolwiek widzieli”.
Po finale 43. Konkursu Piosenki Eurowizji w 1998 tytuł najgorzej ubranego wykonawcy otrzymał reprezentant Niemiec Guildo Horn, którzy na swój występ podczas koncertu finałowego założył marynarkę w kolorze morskim, żółtą koszulę oraz zielone spodnie. Fani konkursu porównali jego stylizację do stracha na wróble.
Plebiscyt na najgorzej ubranego eurowizyjnego wykonawcę podczas 44. Konkursu Piosenki Eurowizji w 1999 wygrała hiszpańska wokalistka Lydia, która wystąpiła w finale konkursu w kolorowej sukni w paski projektu Ágathy Ruiz de la Prady. Stylizacja została oceniona przez fanów imprezy jako „tęczowa kreacja, która mogłaby służyć jako gejowska flaga”.

### Lata 2000–2009
Nagrodę im. Barbary Dex w 2000 zdobyła Nathalie Sorce reprezentująca Belgię, która w finale konkursu wystąpiła w kremowej sukni i marynarce. W następnym roku tytuł najgorzej ubranego artysty otrzymał reprezentant Polski Andrzej „Piasek” Piaseczny, który rozpoczął występ wejściem na scenę w sztucznym futrze.
Tytuł najgorzej ubranego uczestnika 47. Konkursu Piosenki Eurowizji otrzymał reprezentant Grecji Michalis Rakindzis, który wraz z zespołem wystąpił podczas konkursu w czarnym kombinezonie robota, nawiązującego do zamysłu piosenki.
Największą liczbę głosów oddanych przez 66 internautów podczas plebiscytu do Nagrody im. Barbary Dex w 2003 otrzymał duet t.A.T.u., który podczas 48. Konkursu Piosenki Eurowizji reprezentował Rosję z utworem „Nie wier´, nie bojsia”. Wokalistki wystąpiły w finale w dżinsach i białych topach z wydrukowaną cyfrą 1. Drugie miejsce w głosowaniu fanów zajęła słoweńska piosenkarka Karmen Stavec, a trzecie – duet Jemini z Wielkiej Brytanii.
W plebiscycie na najgorszej ubranego artystę 49. Konkursu Piosenki Eurowizji wzięło udział 190 fanów konkursu. Największą liczbę ich głosów (64) otrzymała od nich rumuńska reprezentantka Sanda Ladosi, której stylizację porównano do wyglądu „podstarzałej prostytutki z makijażem nienawidzącej siebie samej drag queen”. Na drugim miejscu, z trzema punktami straty, uplasowała się reprezentantka Polski Tatiana Okupnik z zespołu Blue Café, której czarną prześwitującą kreację opisuje się jako „lateksową”.
W głosowaniu na najgorzej ubranego uczestnika 50. Konkursu Piosenki Eurowizji w 2005 wzięło udział 241 internautów, którzy przyznali nagrodę reprezentantowi Macedonii, Martinowi Vučiciowi. Wokalista wystąpił w finale konkursu w jasnych dżinsach, bluzce i „za dużej o dwa rozmiary” różowej marynarce. Drugie miejsce w plebiscycie zajęła reprezentantka Islandii, Selma Björnsdóttir, a trzecie – norweski zespół Wig Wam.
W głosowaniu na zdobywcę Nagrody im. Barbary Dex uczestniczyło 906 osób, które oddały swój głos za pośrednictwem strony House of Eurovision. Największą liczbę głosów (196) otrzymały reprezentantki Portugalii, girls band NonStop, który wystąpił w półfinale 51. Konkursu Piosenki Eurowizji w kolorowych body. Drugie miejsce w plebiscycie zajął zwycięzca koncertu finałowego, fiński zespół Lordi (89 głosów), trzecie – islandzkiej wokalistce Silvíi Night (75 głosów). Piąte miejsce zajęła grupa Ich Troje z Polski (62 głosy). Wykonawcy z Izraela, Szwajcarii i Norwegii nie otrzymali żadnego punktu.
W plebiscycie zorganizowanym po finale 52. Konkursu Piosenki Eurowizji swój głos oddało 1995 internautów. Zwycięzcą głosowania została reprezentantka Ukrainy, drag queen Wierka Serdiuczka, która za świecący kostium i połyskującą czapkę z gwiazdą na czubie otrzymała 297 głosów. 14 punktów mniej otrzymała zwyciężczyni finału, serbska wokalistka Marija Šerifović, która założyła na swój występ męski garnitur. Trzecie miejsce przyznano mołdawskiej reprezentantce Natalii Barbu. Reprezentanci Polski, zespół The Jet Set, zajęli 17. miejsce z wynikiem 40 głosów.
Zwyciężczynią plebiscytu na najgorszej ubranego artystę podczas 53. Konkursu Piosenki Eurowizji została reprezentantka Andory Gisela, zdobywając 104 z 393 głosów za metalowy kostium i kapelusz z czułkami, w którym wystąpiła w koncercie półfinałowym. Po konkursie wokalistka zyskała u fanów imprezy przydomek „Pszczółka Maja”. Zdobywcy drugiego miejsca, belgijski zespół Ishtar, otrzymali 30 głosów, siedem więcej od Rodolfo Chiciliquatre’a z Hiszpanii. Reprezentantka Polski, Isis Gee, otrzymała 8 punktów i zajęła 16. miejsce, remisując z litewskim wokalistą Jeronimasem Miliusem. Reprezentanci Danii, San Marino, Serbii i Szwajcarii nie otrzymali żadnego głosu.
W głosowaniu na najgorzej ubranego uczestnika 54. Konkursu Piosenki Eurowizji w 2009 wzięło udział 1295 osób. Najwięcej głosów (199) otrzymał reprezentant Węgier Zoli Ádok, który wystąpił w drugim półfinale konkursu wystąpił w zielonych spodniach z wąskimi nogawkami oraz w przylegającym do ciała podkoszulku. Drugie miejsce w plebiscycie zajął reprezentant Czech, Gipsy.cz (159), a trzecie – bułgarski wokalista Krasimir Awramow (140). Lidia Kopania z Polski zdobyła 7 punktów, które zapewniły jej 26. miejsce w głosowaniu.

### Lata 2010–2019
Laureatem Nagrody im. Barbary Dex po finale 55. Konkursu Piosenki Eurowizji w 2010 został Milan Stanković z Serbii, który otrzymał 138 głosów za niebieską marynarkę w stylu cyrkowym z mnóstwem brokatu na prawym ramieniu, założoną na prezentację finałową. 28 punktów mniej zdobyli mołdawscy reprezentanci SunStroke Project i Olia Tira, na trzecim miejscu uplasował się Piotr Nalicz z Rosji z dorobkiem 109 punktów.
W 2011 Nagrodę im. Barbaby Dex otrzymała gruzińska grupa Eldrine, na którą swój głos oddało 133 z 810 głosujących w plebiscycie na najgorzej ubranego artystę 56. Konkursu Piosenki Eurowizji. Ówczesna wokalistka zespołu, Sofio Toroszelidze, ubrana była w czarną sukienkę z zielonymi wstawkami, która – zdaniem artystki – miała prezentować gruzińską kulturę. Drugie miejsce w głosowaniu zajął duet Jedward z Irlandii (81 punktów), a trzecie – mołdawska formacja Zdob și Zdub (66).
W głosowaniu na najgorzej ubranego wykonawcę podczas 57. Konkursu Piosenki Eurowizji wzięło udział 2851 internautów. Największą liczbę 829 głosów otrzymała reprezentantka Albanii Rona Nishliu, która wystąpiła w finale konkursu w czarno-niebieskiej sukni oraz fryzurze, opisywanej przez fanów jako „pączek”. Drugie miejsce w głosowaniu zdobył duet Jedward (551 głosów), laureat plebiscytu z poprzedniego, na trzecim miejscu uplasowała się natomiast Sofi Marinowa z Bułgarii (232 punkty).
Zwycięzca plebiscytu do Nagrody im. Barbary Dex za 2013 został ogłoszony 26 maja. Tytuł najgorzej ubranego artysty wygrało żeńskie trio Moje 3 z Serbii. Otrzymały one 967 na 2747 wszystkich ważnych głosów. Cezar z Rumunii zdobył drugie miejsce (544), a Moran Mazor z Izraela – trzecie (296).
Nagrodę im. Barbary Dex w 2014 przyznało 1101 internautów, którzy 311 głosów oddali na strój reprezentantki Litwy, Viliji Matačiūnaité. Na drugim miejscu plebiscytu znalazła się Emma Marrone reprezentująca Włochy, ex aequo z Cristiną Scarlat z Mołdawii (obie wokalistki otrzymały po 90 głosów).
W 2015 w głosowaniu na najgorzej ubranego artystę 60. Konkursu Piosenki Eurowizji wzięła udział rekordowa liczba 4163 internautów. 1324 z nich oddało swój głos na reprezentantkę Holandii Trijntje Oosterhuis, która wystąpiła w czarnym kombinezonie, a na twarzy miała czarną woalkę. Podczas pierwszych prób do konkursu artystka ubrana była natomiast w czarną suknię z głęboko wyciętym dekoltem, który (podobnie jak kombinezon) wzbudził poruszenie wśród internautów. Drugie miejsce w głosowaniu zajęła kreacja przedstawicielki Serbii Bojany Stamenov, a trzecie – stroje duetu Electro Velvet reprezentującego Wielką Brytanię.
W 2016 w plebiscycie na najgorzej ubranego artystę 61. Konkursu Piosenki Eurowizji oddano 2221 głosów. 770 z nich otrzymała reprezentantka Chorwacji Nina Kraljić, która wystąpiła w białym kostiumie, pod którym miała białą suknię z piórami. Drugie miejsce w głosowaniu zajęła przedstawicielka Niemiec Jamie-Lee Kriewitz, która miała na sobie kostium inspirowany kulturą k-popu. Trzecim najgorszym strojem konkursu w 2016 internauci uznali kreację strój Rykki reprezentującej Szwajcarię.
W 2017 przyznano nagrodę dla najgorzej ubranego artysty w 62. Konkursie Piosenki Eurowizji. Zwycięzcą został reprezentant Czarnogóry Slavko Kalezić, drugie miejsce zajął zespół Triana Park z Łotwy, a na trzecim miejscu znalazła się reprezentantka Czech Martina Bárta.
Po finale 63. Konkursu Piosenki Eurowizji w Lizbonie rozpoczęto internetowe głosowanie, które potrwało do 20 maja. Pierwsze miejsce w głosowaniu na najgorzej ubranego uczestnika konkursu zajęła Marija Iwanowska, wokalistka zespołu Eye Cue reprezentującego Macedonię. Podczas występu w półfinale piosenkarka miała na sobie różową, rozpinaną kamizelkę, a pod nią różowo-szary kombinezon, mocno eksponujący dekolt. Na drugim miejscu znalazła się reprezentantka Australii Jessica Mauboy, a trzecie miejsce zajęła przedstawicielka Belgii Sennek.
Po finale 64. Konkursu Piosenki Eurowizji po raz kolejny odbyło się głosowanie na najgorzej ubranego artystę. Tym razem zwyciężył reprezentant Portugalii Conan Osiris, który podczas występu ubrany był w zielone kimono ze składanymi rękawami i ramionami, plisowaną spódnicą i satynowymi spodniami. Nosił także pasek podbródkowy z niebieskimi i zielonymi pasemkami. Drugie miejsce zajęła reprezentantka Cypru Tamta, a trzecia była przedstawicielka Białorusi Zena.

### Lata 2020–2021 i zakończenie plebiscytu
Konkurs Piosenki Eurowizji 2020 nie odbył się z powodu wybuchu pandemii COVID-19, tym samym nie zorganizowano plebiscytu. Po finale 65. Konkursu Piosenki Eurowizji w 2021 przeprowadzono kolejną edycję plebiscytu. Internauci oddali łącznie 4870 głosów, a najwięcej otrzymał Tix, reprezentant Norwegii, który podczas występów konkursowych ubrany był m.in. w skrzydła i białe futro, a na scenie był dodatkowo przepasany łańcuchami. Drugie miejsce zajęła Roxen z Rumunii, która wystąpiła w wielobarwnej sukience, a na trzecim miejscu znalazła się Albina Grčić z Chorwacji, która założyła na siebie błyszczącą kreację z paskami na nogach i wycięciem na pośladkach. Kolejne dwa miejsce zajęli: James Newman z Wielkiej Brytanii, mający na sobie czarną, skórzaną kurtkę z pionowymi paskami, a po nim Eden Alene z Izraela, która wystąpiła w czarnej sukience.
13 marca 2022 poinformowano o odwołaniu plebiscytu. Od 2017 organizatorzy podejmowali nieudane próby rebrandingu nazwy z najgorzej ubranego artysty na najbardziej godny uwagi strój. Z tego powodu postanowili dać kres nagrodzie kojarzonej z negatywnymi spostrzeżeniami i ogłosili jednocześnie poszukiwanie nazwy dla nowej nagrody, której wydźwięk będzie pozytywny i która będzie realnie doceniać najbardziej godny uwagi strój.

## Zwycięzcy
Opracowano na podstawie materiału źródłowego.
| Rok  | Kraj             | Artysta             |
| ---- | ---------------- | ------------------- |
| 1997 | Malta            | Debbie Scerri       |
| 1998 | Niemcy           | Guildo Horn         |
| 1999 | Hiszpania        | Lydia               |
| 2000 | Belgia           | Nathalie Sorce      |
| 2001 | Polska           | Andrzej Piaseczny   |
| 2002 | Grecja           | Michalis Rakindzis  |
| 2003 | Rosja            | t.A.T.u.            |
| 2004 | Rumunia          | Sanda Ladoși        |
| 2005 | Macedonia        | Martin Wucziḱ       |
| 2006 | Portugalia       | NonStop             |
| 2007 | Ukraina          | Wierka Serdiuczka   |
| 2008 | Andora           | Gisela              |
| 2009 | Węgry            | Zoli Ádok           |
| 2010 | Serbia           | Milan Stanković     |
| 2011 | Gruzja           | Eldrine             |
| 2012 | Albania          | Rona Nishliu        |
| 2013 | Serbia           | Moje 3              |
| 2014 | Litwa            | Vilija Matačiūnaitė |
| 2015 | Holandia         | Trijntje Oosterhuis |
| 2016 | Chorwacja        | Nina Kraljić        |
| 2017 | Czarnogóra       | Slavko Kalezić      |
| 2018 | Macedonia        | Eye Cue             |
| 2019 | Portugalia       | Conan Osíris        |
| 2020 | Konkurs odwołany | Konkurs odwołany    |
| 2021 | Norwegia         | Tix                 |